# René Le Senne
René Le Senne (Elbeuf, 8 luglio 1882 – Neuilly-sur-Seine, 1º ottobre 1954) è stato un filosofo e psicologo francese.

## Biografia
Nacque a Elbeu, comune dell'Alta Normandia, nel 1882. 
Fu docente di scuola secondaria superiore (ebbe tra i suoi allievi Simone Weil), poi docente all'Università di Nancy e alla Sorbona.
Fu il principale allievo dell'idealista francese Octave Hamelin, diventando a sua volta un esponente dello spiritualismo assiologico.
Inizialmente attestato sulle posizioni dello psicologismo, tentò di conciliare il valore dell'Assoluto hegeliano con il personalismo e la dimensione esistenziale dell'uomo.
Viene considerato anche il padre della caratterologia francese.
Nel 1948 René Le Senne divenne membro dell'Académie des sciences morales et politiques, e nel 1951 socio straniero dell'Accademia dei Lincei.
Morì a Neuilly-sur-Seine, nell'Île-de-France, a settantadue anni nel 1954. È sepolto nel cimitero parigino di Père-Lachaise.

## Opere
- Introduction à la philosophie, Parigi, F. Alcan, 1925.
- Le devoir. Thèse pour le doctorat des lettres, présentée à la Faculté des lettres de l'Université de Paris, par René Le Senne, Parigi, F. Alcan, 1930.
- Le Mensonge et le Caractère. Thèse complémentaire pour le doctorat des lettres, présentée à la Faculté des lettres de l'Université de Paris, par René Le Senne, Parigi, F. Alcan, 1930.
- La Description de conscience. Obstacle et valeur, Parigi, F. Aubier, 1934.
- Traité de morale générale, Parigi, Presses universitaires de France, 1942.
- Traité de caractérologie, Parigi, Presses universitaires de France, 1945.
- La destinée personelle, Parigi, Flammarion, 1951.
- La découverte de dieu, Parigi, Aubier, 1955.

### Edizioni in lingua italiana
- Ostacolo e valore: descrizione della coscienza, traduzione di Augusto e Cordelia Guzzo, Brescia, Morcelliana, 1950.
- Trattato di caratterologia, traduzione di Luigi Rocco, Torino, SEI, 1960.
- Trattato di morale generale, a cura di Gianfranco Morra, 2 voll., Milano, Fabbri, 1969.